# Staatliches Verteidigungskomitee der UdSSR
Das Staatliche Verteidigungskomitee der UdSSR (russisch Государственный комитет обороны Gossudarstwenny komitet oborony, wiss. Transliteration (nach DIN 1460): Gosudarstvennyj komitet oborony – GKO) wurde am 30. Juni 1941, eine Woche nach Beginn des Großen Vaterländischen Krieges gegründet, um die Verteidigung der UdSSR gegen den deutschen Angriff zu organisieren.

## Zusammensetzung
Dem Komitee gehörten zunächst an:
- Jossif Wissarionowitsch Stalin als Vorsitzender
- Wjatscheslaw Michailowitsch Molotow als Stellvertretender Vorsitzender
- Kliment Jefremowitsch Woroschilow bis zum 22. November 1944
- Georgi Maximilianowitsch Malenkow
- Lawrenti Pawlowitsch Beria, ab 16. Mai 1944 Stellvertretender Vorsitzender

Es kamen hinzu:
- am 3. Februar 1942 Anastas Iwanowitsch Mikojan
- am 3. Februar 1942 Nikolai Alexejewitsch Wosnessenski
- am 20. Februar 1942 Lasar Moissejewitsch Kaganowitsch
- am 22. November 1944 Nikolai Alexandrowitsch Bulganin für Woroschilow

Das Komitee wurde durch einen Beschluss des ZK der WKP (B) und der Regierung der UdSSR gebildet. Zum Vorsitzenden wurde Stalin ernannt. In diesem Komitee als oberstem Kriegskabinett sollte die politische, militärische und ökonomische Führung der UdSSR konzentriert werden. Einzelne Mitglieder übernahmen die Oberleitung jeweils einer Gruppe von Volkskommissariaten und der bestehenden Verwaltungsorgane mit verwandten Arbeitsgebieten.
In frontnahen Gebieten unterhielt das Komitee örtliche Verteidigungskomitees mit vollziehender Gewalt, ein "Quadrumvirat", bestehend aus dem örtlichen Parteisekretär, Militärbefehlshaber, Vertreter des Volkskommissariats für Inneres und dem Vorsitzenden des Gebiets- oder Stadtsowjets (Partei, Militär, Polizei und Staat).
Das Komitee wurde durch eine Umorganisation der Verteidigungsstruktur am 4. September 1945 aufgelöst.